# یام کاسپرز آنشل
یام کاسپرز آنشل (زاده ۶ آگوست، ۱۹۹۸) یک مدل اسرائیلی و دارای عنوان ملکه زیبایی است که موفق به کسب عنوان دوشیزه دنیا از اسرائیل برای شرکت در مراسم دوشیزه دنیا در سال ۲۰۱۶ شد و به عنوان نماینده کشورش در این مراسم شرکت کرد.